# Vico Canavese
 Vico Canavese  (piemontiul: Vi) Olaszország Piemont régiójának, Torino megyének egy községe.

## Földrajza

Vico Canavese község Torino megye térképén

Vico Canavese a Chiusella-völgyben fekszik.
A vele szomszédos települések: Alice Superiore, Brosso, Champorcher (Valle d’Aosta), Lessolo, Meugliano, Pontboset (Valle d’Aosta), Quincinetto, Rueglio, Trausella, Traversella és Valprato Soana.